# Distrikt Huánuco
Der Distrikt Huánuco liegt in der Provinz Huánuco in der Region Huánuco in Zentral-Peru. Der Distrikt wurde am 4. November 1823 gegründet. Er hat eine Fläche von 98,8 km². Beim Zensus 2017 wurde 92.846 Einwohner gezählt. Im Jahr 1993 lag die Einwohnerzahl bei 74.676, im Jahr 2007 bei 74.774. Verwaltungssitz des Distriktes ist die Regions- und Provinzhauptstadt Huánuco. Am Ufer des Río Higueras, 4,5 km westlich der Stadt Huánuco, befindet sich der archäologische Fundplatz Kotosh.

## Geographische Lage
Der Distrikt Huánuco liegt in der peruanischen Zentralkordillere auf der linken Uferseite des Río Huallaga. Dessen linker Nebenfluss Río Cozo durchfließt den südwestlichen Teil des Distrikts.
Der Distrikt Huánuco grenzt im Westen an den Distrikt Quisqui, im Norden an den Distrikt Santa María del Valle, im Osten an den am gegenüberliegenden Ufer des Río Huallaga gelegenen Distrikt Amarilis sowie im Süden an die Distrikte Pillco Marca und San Francisco de Cayrán.